# 水分峠
| 国道210号標識 | 大分県道11号標識 | 熊本県道11号標識 |

水分峠（みずわけとうげ）は、大分県由布市（旧湯布院町）と玖珠郡九重町との境にある峠である。標高707.0m。

## 概要
その名の通り、西方の筑後川水系と東方の大分川水系との分水嶺にあたる。また、国道210号からやまなみハイウェイ（大分県道・熊本県道11号別府一の宮線）への分岐点に位置し、国道210号の最高点でもある。国道210号・やまなみハイウェイの分岐点では由布市と九重町との境に玖珠町の町域が楔状に入り込んでいる。
峠のすぐ下には大分自動車道（水分トンネル）が通っており、九重側出口には水分パーキングエリアがある。
冬季の積雪時や路面凍結時には、チェーン規制や雪用タイヤ装着等の交通規制が行われる可能性があるので注意が必要である。また、水分峠の大分側手前にある国道210号水分トンネルは、高さ制限があるため大型車には注意が必要である。
- 標高：707.0m
- 座標：北緯33度15分0秒 東経131度17分44秒 / 北緯33.25000度 東経131.29556度